# PLISAN
PLISAN (siglas de Plataforma Logística Industrial de Salvaterra - As Neves), también llamado Puerto Seco es una zona industrial y logística gallega, la mayor de la eurorregión Galicia-Norte de Portugal. Se sitúa entre los municipios de Salvatierra de Miño y Las Nieves, los promotores de esta zona industrial son la Junta de Galicia, la Autoridad Portuaria de Vigo y el Consorcio de la Zona Franca de Vigo.

## Historia
Los trámites comenzaron en 2001 con -inicialmente- 4 000 000 de metros cuadrados de superficie que luego fueron reducidos a 3 091 000. Después de más de 106 millones de euros gastados (de los que 40 fueron destinados a expropiaciones), en la actualidad apenas se tienen urbanizados 950 000, los situados más al sur.
Ya en 2005 el entonces presidente de la Junta de Galicia, Manuel Fraga, ratificaba públicamente la inminente construcción de la PLISAN ante las dudas surgidas entre la clase empresarial viguesa. Su sucesor en el gobierno gallego, Emilio Pérez Touriño, sería quien colocaría la primera piedra ese mismo año y a mediados de 2007 anunciaba el final de las obras para el verano de 2008. Finalizando su primer y único mandato, en 2009, Touriño anunciaba la urbanización y la instalación de empresas para ese año.
A mediados de 2015 la Junta de Galicia ordenó a suspensión parcial de las obras, con todo, en otoño pudieron comenzar las obras de urbanización de los sistemas generales. En febrero de 2017 se anuncia que los primeros 100 000 m² se comercializarían a 50 €/m². Sin embargo, en abril de ese mismo año, se volvieron a suspender las obras de urbanización por motivo de la baja temeraria en la adjudicación del contrato.

## Empresas
La primera empresa en iniciar su actividad en el polígono fue Conservas Albo en octubre del año 2022. Entre tanto, las firmas BETA Implants, Frinsa del Noroeste, Gainser y Lonza Biologics ya han iniciado la fase de construcción de sus instalaciones dentro del complejo industrial.

## Accesos

### Ferrocarril
- Línea Orense - Guillarey

### Carreteras y autovías
- AG-51, ya licitada, que conectará con la A-52.[17]

## Patrimonio cultural
Durante las obras de construcción fueron localizados varios hornos romanos en muy buen estado de conservación, de gran tamaño y de gran importancia relativa por la escasez de este tipo de restos en Galicia.